# 유홍 (자고)
유홍(劉弘, ? ~ ?)은 후한 말기의 관료로, 자는 자고(子高)이며 남양군 안중현(安衆縣) 사람이다.

## 사적
중평 5년(188) 8월, 광록훈에서 사공으로 승진하였다.
중평 6년(189) 8월, 동탁은 여포를 시켜 집금오 정원을 죽이고 그 병력을 빼앗았다. 한편 천하에 오랫동안 비가 내리지 않았는데, 유홍은 이에 책임을 물어 면직되고 동탁이 대신하여 스스로 사공이 되었다.